# باجة (طعام)

عدة صحون تمثل مكونات وجبة الباجة العراقية.

أكلة الباجة (بالجيم المضخمة) أو پاچة هي أكلة عراقية مكونة من أرجل ورأس وأحشاء وحوايا الخروف المسلوقة والمحشية بالرز وقطع صغيرة من اللحم، ويمكن ان تكون من العجول أو البقر. الباجة محببة لدى الكثير من العراقيين وتقدم في المطاعم الشعبية.

## طريقة التحضير
تعد الباجة بوضع الأجزاء في قدر ويغير الماء بماء ساخن لتلافي الدهون الزائدة ورائحة الزفر ثم يضاف الليمون الأسود والبهارات والهيل والقليل من القرفة ثم تقدم مع قطع الخبز في شوربة ماء اللحم.
من أهم قطع الباجة هي أمعاء الخروف بعد أن يتم تنظيفها بالماء والخل وتحشى بالأرز المخلوط مع قطع اللحم الصغيرة فيما يسمى الممبار، بالإضافة إلى كرشة الخروف بعد أن تنظف ويتم حشوها هي أيضا وتخييطها ومن ثم سلقها في ماء اللحم.

## الانتشار
تعرف الباجة كذلك في دول الخليج العربي والسعودية بنفس الاسم وفي الشام بالمقادم أو القشة وفي مصر واليمن تعرف بالكوارع وتحضر في الشام بصورة مختلفة قليلا حيث يتم حشو حوايا الخروف بالرز واللحم الملف البصل والليمون افروم المخلوط باللوز والصنوبر ويخطى منقوع الخبز باللبن المثوم والمضاف له البقدونس المفروم. وكذلك تقدم في الشام بطريقة أخرى تسمى الفتة حيث تقطع الاجزاء سالفة الذكر إلى قطع صغيرة مع الخبز وتوضع مع ماء اللحم. في فرنسا تم اقتباس الباجة الا انها تشوى في الشواية كما يشوى الدجاج.

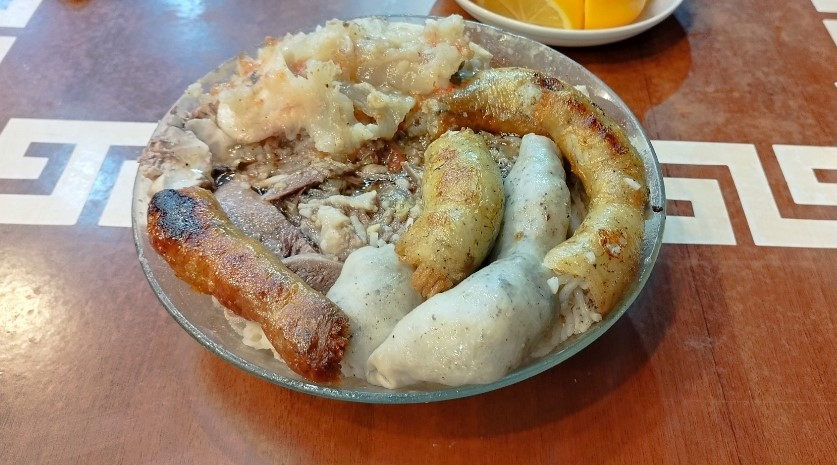
باجة عراقية